# Ancona
Ancona (italijanska izgovorjava: [aŋˈkoːna] (); zastarelo slovensko: Jakin; grško Ἀγκών, latinizirano: Ankon) je italijansko mesto in pristanišče v italijanski deželi Marke, v srednji Italiji z okoli 100.000 prebivalci (2022). Ancona je glavno mesto pokrajine Ancona in italijanske dežele.
Mesto stoji 280 km severovzhodno od Rima, ob Jadranskem morju, med pobočji v morje štrlečih hribov Monte Conero, Monte Astagno in Monte Guasco.
Ancona je eno najpomembnejših jadranskih pristanišč, zlasti za potniški promet in je glavno gospodarsko in obljudeno središče dežele.

## Zgodovina

### Grška kolonija
Ancona je bila kot regija naseljena s Piceni od 6. stoletja pred našim štetjem, ki so tam razvili tudi majhno mesto.
Ancona je dobila bolj urbano obliko s strani grških naseljencev iz Sirakuz okoli leta 387 pred našim štetjem, ki so ji dali ime: Ancona izvira iz grške besede Ἀγκών (Ankṓn), kar pomeni "komolec"; pristanišče vzhodno od mesta je prvotno varoval le rt na severu, ki je bil oblikovan kot komolec. Grški trgovci so tu ustanovili tovarno barvila škrlat. V rimskih časih je ohranila svoj lasten kovanec s tokovno napravo upognjene roke, ki drži palmovo vejo in Afroditino glavo na hrbtni strani ter nadaljevala z uporabo grškega jezika.

### Rimskimunicipum
Kdaj je postala rimsko mesto, ni gotovo. Kot pomorska postaja je bila zasedena v Ilirski vojni leta 178 pr. n. št. Julij Cezar se je mesta polastil takoj po prečkanju Rubikona. Pristanišče je bilo v cesarskih časih zelo pomembno, kot najbližje Dalmaciji, razširil pa ga je Trajan, ki je zgradil severni pomol s svojim arhitektom Apolodorjem iz Damaska. Na njegovem začetku stoji marmorni slavolok, Trajanov slavolok z enim lokom in brez reliefov, ki so ga leta 115 v njegovo čast postavili senat in rimsko ljudstvo.

### Bizantinsko mesto
Ancono so med 3. in 5. stoletjem zaporedoma napadali Goti in Langobardi, vendar je ponovno pridobila moč in pomen. V 7. in 8. stoletju je bila eno od mest Pentapolisa Ravenskega eksarhata, gospostva Bizantinskega cesarstva. Leta 840 so saracenski napadalci mesto oplenili in požgali. Po osvojitvi severne Italije Karla Velikega je postala prestolnica Marca di Ancona, od koder izvira ime sodobne dežele.

### Pomorska republika Ancona
Po letu 1000 je Ancona postajala vse bolj neodvisna, sčasoma pa se je spremenila v pomembno pomorsko republiko (skupaj z Gaeto in Raguzo je ena tistih, ki ni na italijanski pomorski zastavi), ki se pogosto spopada z bližnjimi močnimi Benetkami. Oligarhični republiki Anconi je vladalo šest starešin, ki so jih izvolili trije terzieri (upravne enote), na katere je bilo mesto razdeljeno: S. Pietro, Porto in Capodimonte. Imela je svoj kovanec, agontano in vrsto zakonov, znanih kot Statuti del mare e del Terzenale in Statuti della Dogana. Ancona je bila običajno povezana z Republiko Raguzo in Bizantinskim cesarstvom.
Leta 1137, 1167 in 1174 je bila dovolj močna, da je zavrnila sile Svetega rimskega cesarstva. Anconske ladje so sodelovale v križarskih vojnah, med njihovimi navigatorji pa je bil tudi Ciriaco de' Pizzicolli. V boju med papeži in svetimi rimskimi cesarji, ki je vznemirjal Italijo od 12. stoletja dalje, se je Ancona postavila na stran gvelfov.
Za razliko od drugih mest severne Italije, Ancona nikoli ni postala sinjorija. Edina izjema je bila vladavina Malatesta, ki je mesto zavzel leta 1348 in izkoristil črno smrt in požar, ki je uničil številne pomembne mestne stavbe. Malatesta so bili izrinjeni leta 1383. Leta 1532 je Ancona dokončno izgubila svobodo in postala del Papeške države pod papežem Klemenom VII. Simbol nove papeške oblasti je bila ogromna Citadela.

#### V Anconi je umrl papež Pij II.
Najpomembnejši mož, kar jih je kdaj končalo svoje življenje v Anconi, je bil Enej Pikolomini - Pij II.
Novoizvoljeni papež je imel le petdeset let, vendar sta ga ogrožali in mu povzročali hude bolečine protin in katar; tudi tako hitro se je staral, da ni bilo upanja na dolgo življenjsko dobo. Majhne postave in čokat je imel neprijazno, vendar ljubko držo, iz katere je sijalo človeško sočutje in občutljivost za višje stvari. Ime, ki si ga je izbral, je spominjalo na Vergilovega "Pius Aeneas" 
in ne na svetega papeža Pija I., kot bi kdo na prvi pogled pomislil; vsekakor težko, da je mislil na prvega papeža tega imena, ampak raje - po pravi humanistični umetnosti - na Vergilijevega »Pobožnega Eneja«. Tega imena si ni torej izbral toliko zaradi svoje neozdravljive z antiko nadahnjene uglajenosti, kolikor bolj zato, da bi izrazil verski vidik svoje vodilne vloge papeža kot poglavarja Cerkve. Ne bo odveč povedati, da je izvolitev za papeža pomenila prelomnico v njegovem osebnem življenju in preoblikovala njegov nravni značaj. Znan je odlomek iz njegovega pisma, kjer obžaluje, da je napisal delo Historia de duobus amantibus (Zgodba dveh zaljubljencev) ter vabi svoje morebitne obrekovalce, naj pozabijo težko zgodbo njegovega zasebnega življenja ter da naj upoštevajo le njegovo javno vlogo kot Kristusovega namestnika:   
| Latinski izvirnik –                                                                    | Slovenski prevod –                                                                                  |
| -------------------------------------------------------------------------------------- | --------------------------------------------------------------------------------------------------- |
| "Nec privatum hominem pluris facite quam pontificem: Aeneam reiicite, Pium suscipite!" | "Ne glejte me toliko kot zasebnega človeka, ampak bolj kot papeža: Eneja zavrzite, Pija sprejmite!" |

#### Križarska vojna
Leto 1453 je bilo usodno za celo krščanstvo: 29. maja je padel v roke Mehameda II. Konstantinopel; humaniste, ki so občudovali staro grško umetnost, znanost in literaturo, je ta dogodek še toliko bolj pretresel. Humanist in škof Piccolomini je ob tem napisal pretresljiv spis Dialogus, ki se nanaša na papeško moralno veljavo – kakor tudi na nujnost križarske vojske, ki bi zaustavila nezadržno otomansko prodiranje v Evropo – posledica tudi nesloge v Cerkvi – kakor tudi med evropskimi vladarji.
Razširila se je govorica, da je turški sultan razočaran nad muslimansko vero in da se je zato odpovedal prestolu 1446, ter da je pripravljen sprejeti krščansko učenje. Svojim sodelavcem je papež govoril, da želi spreobrniti vse muslimane na krščanstvo. V zvezi s tem je pisal sultanu 1461 dolgo in učeno pismo ter v njem razložil krščanstvo, pa tudi pobijal učenje korana. Mohamedu II. je obljubljal celo kronanje z rimsko cesarsko krono, če sprejme krščanstvo. Tako bi postal Rim zopet središče vesoljnega sveta, čisto v duhu humanizma; vendar se Turku na tako ponudbo ni zdelo vredno niti odgovoriti.
Ko je spoznal, da s spreobračanjem ne bo nič, je menil, da bo treba razglasiti križarsko vojno, ki bi zavrla prodiranje Turkov. Da bi uspešno izvedel križarsko vojno proti muslimanom, je hotel papež najprej pomiriti med seboj se vojskujoče krščanske vladarje. V ta namen je sklical kongres, ki pa je doživel popoln polom. Za sedež kongresa je najprej izbral Videm; ker Benečani niso hoteli skaliti dobrih odnosov s sultanom, je izbral Mantovo. Januarja 1459 je papež zapustil Rim skupaj z desetimi kardinali in šestdesetimi škofi. 27. maja 1459 je prek Assisija, Perugie in Siene prispel v Mantovo. Mesto je mrgolelo tujcev, vendar večine evropskih vladarjev ni bilo opaziti. 26. septembra se je začela prva seja, kjer so nastopili vladarji manjših grških in italijanskih državic z navdušenimi govori, ki jim pa niso sledila ustrezna dejanja.
Ko se je vrnil v Rim, je 22. oktobra 1463 objavil bulo z napovedjo križarske vojne polno navdušenja. Ker se niso zganili vladarji velikih evropskih držav, se je sam postavil na čelo podjetja. Pripravljen je bil darovati za stvar svoje življenje, a pridobiti tudi mučeniško krono. Za zbiranje križarjev je določil Ancono (Jakin), vendar se velike sile niso niti sedaj zganile. Nameraval je namreč iz Ancone priti do Dubrovnika, od koder naj bi križarska vojska krenila naprej s podporo ogrskega kralja Matija Korvina in albanskega junaka Skenderbega.
Čeprav je bil hudo bolan - imel je visoko vročino -, se je 18. junija 1464 odpravil iz Rima in po mescu dni prispel v Ancono. Tam pa ni našel pričakovanih ladij in vojakov, ampak nesposobno mešanico najemnikov, od katerih je moral večino odpustiti. Nekaj beneških ladij je priplulo šele 12. avgusta – prepozno torej, kajti v noči od 14. na 15. avgust je že umrl; vojaki so se tedaj razšli in dož se je vrnil v Benetke s svojimi 12-imi galejami, ki še zdaleč niso zadostovale za tako veliko podjetje.
Ko je Pij II. umrl, so se kardinali, ki so ga spremljali v Ancono, vrnili v Rim in se zvečer 28. avgusta zaprli v konklave.
Papež je bil ob prihodu v Ancono čisto izčrpan od napornega potovanja; dodatne muke so mu povzročili Benečani, ki niso poslali obljubljenih štirideset galej in ladij, ki bi naložile vojake. Končala pa ga je kuga, ki je skupaj z lakoto začela divjati po mestu. Ko sta končno 11. avgusta pripluli iz Benetk dve veliki potniški ladji, ki jim je naslednji dan sledilo dvanajst galej pod poveljstvom samega doža Mora, se je začel papežev smrtni boj in agonija. Umrl je v Anconi, na griču S. Ciriaco, v noči med 14. in 15. avgustom 1464. 17. avgusta so truplo prepeljali v Rim, kjer so ga pokopali v  Vatikanski baziliki – v kapelo svetega Andreja, zgrajeno posebej za sprejem dragocene relikvije – glave svetega apostola Andreja, ki jo je v Rim prinesel marca 1461 pobegli bizantinski cesar Tomaž Paleolog. Prenos relikvije je imel velik simboličen pomen, saj je predstavljal končno združenje v Rimu dveh apostolskih bratov, stebrov dveh krščanskih družin Zahoda in Vzhoda; slavili so ga slovesno na Cvetno nedeljo 1462, kar je Pij II. na dolgo in široko opisal v VIII. knjigi Opomb (Comentarii). Poldrugo stoletje pozneje – ko je hotel Pavel V.  razširiti novo baziliko sv. Petra, so podrli tudi kapelo sv. Andreja. Leta 1623 so veliki nagrobni spomenik Pija II. prenesli skupaj s spomenikom njegovega nečaka Pija III.  v cerkev Sant'Andrea della Valle v Rimu, kjer počivata še danes. 
Papež Pij II. je torej umrl, ne da bi uresničil svoj življenjski cilj – osvojitev Konstantinopla in spreobrnitev muslimanov. Kljub temu pa je na neki način Enej Piccolomini vseeno dosegel; v Anconi je dočakal in doživel 'lepo smrt': tako, kot je o njej prebiral v klasikih svoje mladosti; ko so na obzorje prihajale beneške ladje, je bil on tamkaj osebno navzoč z veliko zamislijo, z izredno lepo idejo, ki bo proslavila njegovo ime, saj to je bil smisel celotnega njegovega življenja. Tako je tudi zapisal v svojih Opombah, kjer je o sebi napovedal:
| Comentarii – italijanski prevod – | Opombe - slovenski prevod – |
| --- | --- |
| "“Enea Silvio Piccolomini sarò lodato e rimpianto quando poi estinto non lo si potrà più riavere. Cesserà l’invidia dopo la sua scomparsa e, dimenticate le passioni che sovvertono il giudizio, risorgerà la fama vera e schietta che collegherà Pio tra i pontefici illustri” | "Eneja Silvija Pikolominija bodo obžalovali in hvalili, ko bo ugasnil, da ga ne bo mogoče več priklicati nazaj. Prenehala bo nevoščljivost po njegovi smrti, pozabljene bodo strasti, ki bi omajale sodbo; vstala bo resnična slava in brez pridržka ga bodo prištevali med slavne papeže. |

Zgodovina mu je dala prav. 

### V Papeški državi
Skupaj z Rimom in Avignonom v južni Franciji je bila Ancona eno od treh mest v Papeški državi, v katerih je bilo Judom dovoljeno bivanje po letu 1569 in so živeli v getu, zgrajenem po letu 1555.
Leta 1733 je papež Klemen XII. razširil pomol in postavili nižjo imitacijo Trajanovega slavoloka; postavil je tudi Lazaretto na južnem koncu pristanišča, Luigi Vanvitelli pa je bil glavni arhitekt. Južni pomol je bil zgrajen leta 1880, pristanišče pa je bilo zaščiteno z utrdbami na višinah. Od leta 1797 dalje, ko so jo zavzeli Francozi, se v zgodovini pogosto pojavlja kot pomembna trdnjava.

#### Grška občina Ancona
Ancona, kot tudi Benetke, so v 16. stoletju postale zelo pomembna destinacija za trgovce iz Osmanskega cesarstva. Grki so tvorili največjo skupnost tujih trgovcev. Bili so begunci z nekdanjih bizantinskih ali beneških ozemelj, ki so jih v poznem 15. in 16. stoletju zasedli Osmani. Prva grška skupnost je bila ustanovljena v Anconi v začetku 16. stoletja.

### Sodobna zgodovina
Ancona je vstopila v Kraljevino Italijo, ko se je Christophe Léon Louis Juchault de Lamoricière tukaj predal 29. septembra 1860, enajst dni po porazu pri Castelfidardu.
23. maja 1915 je Italija vstopila v prvo svetovno vojno in se pridružila silam antante. Leta 1915, po vstopu Italije, je divizija bojnih ladij avstro-ogrske mornarice izvedla obsežna bombardiranja, ki so povzročila veliko škodo na vseh napravah in ubila več deset ljudi. Ancona je bila med veliko vojno eno najpomembnejših italijanskih pristanišč na Jadranskem morju.
Med drugo svetovno vojno je mesto zavzel poljski 2. korpus proti nacističnim nemškim silam, saj so svobodne poljske sile služile kot del britanske vojske. Poljaki so dobili nalogo zavzeti mesto 16. junija 1944, nalogo pa so opravili mesec dni pozneje, 18. julija 1944, v tako imenovani bitki pri Anconi. Napad je bil del zavezniške operacije, da bi pridobili dostop do morskega pristanišča bližje gotski črti, da bi skrajšali njihove komunikacijske poti za napredovanje v severno Italijo.

## Geografija
Ancona je približno 210 kilometrov severovzhodno od Rima in približno 200 kilometrov jugovzhodno od Bologne. Mesto leži med gorskimi verigami Monte Conero, Monte Astagno, na katerem je mestna citadela in Monte Guasco, na katerem stoji cerkev sv. Kiriaka v Anconi
Poleg Barija in Benetk je pristanišče Ancona eno najpomembnejših trajektnih pristanišč čez Jadransko morje z živahnimi povezavami z grškima mestoma Igoumenica in Patras. Mednarodno komercialno letališče Aeroporto delle Marche je dvanajst kilometrov zahodno od Ancone.
Podnebje Ancone je vlažno subtropsko (Cfa [[Köppnova podnebna klasifikacija) in mesto leži na meji med sredozemskimi in bolj celinskimi regijami. Padavine so redne skozi vse leto. Zime so hladne (januarska povprečna temp. 5 °C), s pogostim dežjem in meglo. Temperature lahko dosežejo -10 °C ali celo nižje vrednosti zunaj mestnega središča. Sneg ni nenavaden pri zračnih masah, ki prihajajo iz severne Evrope ali z Balkana in Rusije, včasih pa je lahko močan zlasti v hribih, ki obkrožajo središče mesta. Poletja so običajno topla in vlažna (julijska povprečna temperatura 22,5 °C). Najvišje temperature lahko včasih dosežejo vrednosti okoli 35 in 40 °C, še posebej, če veter piha z juga ali zahoda (učinek fena pri Apeninskih gorah). Nevihte so precej pogoste, zlasti v avgustu in septembru, ko so lahko intenzivne z občasnimi hudourniškimi poplavami in celo veliko točo. Pomlad in jesen sta letni časi s spremenljivim vremenom, vendar na splošno blagi. 

### Demografija
Leta 2007 je v provinci Ancona, Marke, prebivalo 101.480 ljudi (metropolitansko območje ima več kot štirikratno število prebivalcev), od katerih je bilo 47,6 % moških in 52,4 % žensk. Mladoletniki (otroci, stari 18 let in mlajši) so predstavljali 15,54 odstotka prebivalstva v primerjavi z upokojenci, ki jih je 24,06 odstotka. To je v primerjavi z italijanskim povprečjem 18,06 odstotka (mladoletniki) in 19,94 odstotka (upokojenci). Povprečna starost prebivalcev Ancone je 48 let, v primerjavi z italijanskim povprečjem 42 let. V petih letih med letoma 2002 in 2007 se je prebivalstvo Ancone povečalo za 1,48 odstotka, medtem ko je Italija kot celota narasla za 3,56 odstotka. Trenutna rodnost v Anconi je 8,14 rojstev na 1000 prebivalcev v primerjavi z italijanskim povprečjem 9,45 rojstev.
Od leta 2006 je bilo 92,77 % prebivalstva Italijanov. Največja skupina priseljencev je prišla iz drugih evropskih držav (zlasti iz Albanije, Romunije in Ukrajine): 3,14 %, sledijo Ameriki: 0,93 %, Vzhodna Azija: 0,83 % in Severna Afrika: 0,80 %.
- Cerkev Santissimo Sacramento
- Cerkev San Domenico
- Santa Maria della Piazza
- Narodni arheološki muzej Mark
- Narodni arheološki muzej Mark
- Anconska stolnica
- Kip Camilla Bensa, grofa di Cavour, na piazza Cavour

## Znamenitosti

### Anconska stolnica
Stolnica v Anconi, posvečena Judu Kiriaku, je bila posvečena v začetku 11. stoletja in dokončana leta 1189. Nekateri pisci domnevajo, da je bila prvotna cerkev v obliki bazilike in je pripadala 7. stoletju. Zgodnja obnova je bila končana leta 1234. Je lepa romanska stavba iz sivega kamna, zgrajena v obliki grškega križa in drugih elementov bizantinske umetnosti. Nad središčem ima dvanajsterokotno [[kupola|kupolo]g, ki jo je nekoliko spremenil Margaritone d'Arezzo leta 1270. Pročelje ima gotski portal, ki ga pripisujejo Giorgiu da Comu (1228), ki naj bi imel na vsaki strani stranski lok. Notranjost, ki ima pod vsakim transeptom kripto, v glavnem ohranja svoj prvotni značaj. Ima deset stebrov, ki jih pripisujejo Venerinemu templju. Cerkev je bila obnovljena v 80. letih dvajsetega stoletja.

### Trajanov slavolok
Trajanov slavolok je marmorna stavba, visoka 18 metrov, in široka le 3 metre, ki stoji na visoki ploščadi, do katere se približujejo široke stopnice, in je eden najlepših preživelih rimskih spomenikov v Markah. Zgrajen je bil leta 114/115 kot vhod v nasip na vrhu pristaniškega obzidja in je poimenovan v čast Trajanu, cesarju, ki je naredil pristanišče. Večina njegovih originalnih bronastih okraskov je izginila. Slavolok je obkrožen s pari kaneliranih korintskih stebrov na podstavkih. Na pedimentu so napisi. Oblika je takšna kot Titov lok v Rimu, vendar je bil višji; tako da bi bronaste figure, ki so ga prekrivale, Trajana, njegove žene Plotine in sestre Marciane, predstavljale kot mejnik za ladje, ki se približujejo največjemu rimskemu jadranskemu pristanišču.

### Drugo
- Anconski Lazzaretto: kompleks je načrtoval arhitekt Luigi Vanvitelli leta 1732 kot peterokotno stavbo, zgrajeno na umetnem otoku, prav tako peterokotnem, kot karantensko postajo; pokriva več kot 20.000 kvadratnih metrov; zgrajena je za zaščito mesta pred nevarnostjo nalezljivih bolezni, ki bi z ladjami dosegle mesto. Kasneje so jo uporabljali tudi kot vojaško bolnišnico ali kot vojašnico; trenutno se uporablja za kulturne eksponate.
- Škofijska palača je bila kraj, kjer je leta 1464 umrl papež Pij II.
- Santa Maria della Piazza: srednjeveška romanska cerkev z dovršeno arkadno fasado (1210).
- Palazzo del Comune (ali Palazzo degli Anziani – palača starejših); zgrajena je bila leta 1250, z visokimi obokanimi podkonstrukcijami zadaj, je bila gotsko delo Margaritone d'Arezzo.
- Palazzo del Governo (danes prefektura), renesančno delo Francesca di Giorgia Martinija.
- Santi Pellegrino e Teresa: cerkev iz 18. stoletja.
- Santissimo Sacramento: cerkev iz 16. in 18. stoletja.

Obstaja tudi več stavb Giorgia da Sebenica, ki združujejo gotske in renesančne elemente: Palazzo Benincasa, Loggia dei Mercanti, frančiškanska cerkev San Francesco alle Scale in Sant'Agostino, avguštinska cerkev s kipi sv. Monike, sv. Nikole da Tolentino, sv. Simplician in bl. Agostino Trionfija; v 18. stoletju jo je povečal Luigi Vanvitelli in po letu 1860 spremenil v palačo.
Nacionalni arheološki muzej pokrajine Marke je v Palazzo Ferretti, ki jo je v pozni renesansi zgradil Pellegrino Tibaldi; ohranja freske Federica Zuccarija. Muzej je razdeljen na več delov:
Mestna umetniška galerija (Pinacoteca Civica Francesco Podesti) je v Palazzo Bosdari, ki jo je med letoma 1558 in 1561 rekonstruiral Pellegrino Tibaldi. Dela v galeriji vključujejo:
- Obrezovanje, Dormitio Virginis in Kronana devica, avtor Olivuccio di Ciccarello
- Madona z otrokom, tabla Carla Crivellija
- Tizianov Gozzijev oltar
- Sacra Conversazione avtorja Lorenza Lotta
- Portret Francesca Arsillija, avtor Sebastian Del Piombo
- Obrezovanje Orazio Gentileschi
- Brezmadežno spočetje in St. Palazia, avtor Guercino
- Štirje svetniki v ekstazi, Panorama Ancone v 16. stoletju in Glasbeni angeli, Andrea Lillio

Drugi prisotni umetniki so Francesco Podesti, Ciro Ferri in Arcangelo di Cola. Sodobni umetniki so Anselmo Bucci, Massimo Campigli, Bruno Cassinari, Enzo Cucchi, Carlo Levi, Aligi Sassu, Orfeo Tamburi in drugi.

## Ljudje iz Ancone
- Cyriac iz Ancone, navigator in arheolog
- Franco Corelli, operni pevec.
- Jean Guillaume Bruguière, zoolog, je umrl v Anconi leta 1798
- Niccolò Matas (1798–1872), italijanski arhitekt.[22]
- Virna Lisi (1936–2014), igralka
- Vito Volterra (1860–1940), matematik

## Mednarodne povezave
Ancona je pobratena z:
- İzmir, Turčija
- Galaţi, Romunija
- Split, Hrvaška[17]
- Ribnica, Ribnica, Slovenija
- Svolvær, Norveška
- Castlebar, Irska
- Granby, Quebec, Kanada
- Sari, Iran
- Kobane, Sirija[18]